# Dècada del 1480 aC
La dècada del 1480 aC comprèn el període que va des de l'1 de gener del 1489 aC fins al 31 de desembre del 1480 aC.

## Esdeveniments
- 1489 aC, La regent Hatshepsut agafa el títol de reina i impedeix de fet exercir el poder a Tuthmosis III. Reculada de la influència efectiva a Palestina.
- 1485 aC Expedició a Núbia i al País de Punt (modern Puntland?)
- 1482 aC el rei de Kadesh (Cadeix), amb el suport de Mitanni, organitza una àmplia coalició contra els egipcis a la que adhereixen 330 principats de Palestina i Síria, la major part fins aleshores feudataris d'Egipte. Els pocs principats que romanien fidels al faraó foren atacats i els egipcis o els seus partidaris expulsats. La darrera posició egípcia, Saruhen, capitula davant els sublevats.
- 1480 aC Mort de Hatshepsut. Finalment Tuthmosis III pot exercir el poder de manera plena.
- Vers 1480 aC, mort del rei cassita Ulamburiash de Babilònia; puja al tron el seu nebot Agum III (fill de Kashtiliash III). Aprofitant la successió es rebel·la el País de la Mar, però el intent es dominat amb rapidesa.

## Personatges destacats
- Hatshepsut